# Сучасне п'ятиборство на літніх Олімпійських іграх 2020
Змагання з сучасного п'ятиборства на літніх Олімпійських іграх 2020 в Токіо відбулися з 5 по 7 серпня 2021 року на Спортивній площі лісу Мусасіно та стадіоні Адзіномото.
У чоловічому та жіночому розрядах змагалися по тридцять шість спортсменів.

## Формат
Змагання з сучасного п'ятиборства складалися з п'яти дисциплін; стрільби з пістолета, фехтування на шпагах, запливу на 200 метріввільним стилем, конкуру та легкоатлетичного кросу на 3200 метрів.
Перші три дисципліни (фехтування, плавання та стрибки) оцінювались за бальною системою. Перед останньою комбінованою дисципліною (стрільба з пістолета та легкоатлетичний крос) ці бали перерахували у відставання за часом від лідера. Отож загальні результати змагань визначались порядком фінішу в останній дисципліні.
Як і на попередніх Іграх, змагання з фехтування складалися з двох раундів: традиційного кругового турніру, а також "бонусного раунду". У круговому турнірі кожен учасник змагався один з одним у поєдинку до одного дотику. Учасники посідали місця відповідно до кількості перемог. Бонусний раунд проводили за нокаут-системою. Два суперники з найнижчою кількістю балів зустрічалися один з одним у поєдинку до одного дотику. Переможець заробляв одне очко (за перемогу в круговому турнірі давали по 6 балів) і виходив далі, на поєдинок з наступним суперником з найнижчою кількістю балів. Так тривало доти, поки всі суперники не взяли участь у бонусному раунді.
Наступним етапом був заплив вільним стилем на 200 метрів. Кількість зароблених очок залежала від показаного часу.
Під час змагань з конкуру вершникам потрібно було подолати трасу з дванадцятьма перешкодами. Підсумковий бал залежав від кількості збитих планок, відмов коня долати перешкоди, падінь, а також перевищення відведеного на долання перешкод часу.
Формат комбінованого етапу бігу та стрільби залишився незмінним в порівнянні з двома попередніми Олімпіадами: чотири стрільби і чотири забіги на 800 метрів. Спортсмен виходить на стрільбище, де йому за 70 секунд потрібно поцілити п'ять мішеней, заряджаючи пістолет після кожного пострілу. Промахи ніяк не штрафуються окрім як додатково затраченого на заряджання часу. Потім спортсмен пробігає 800 метрів до наступного стрільбища. Дозволено відновлювати біг через 70 секунд, навіть якщо поцілено не всі п'ять мішеней .

## Країни-учасниці
- Аргентина  (1)
- Австралія  (2)
- Білорусь  (3)
- Бразилія  (1)
- Чилі  (1)
- Китай  (4)
- Куба  (2)
- Чехія  (2)
- Еквадор  (1)
- Єгипет  (2)
- Франція  (4)
- Німеччина  (4)
- Велика Британія  (4)
- Гватемала  (1)
- Угорщина  (4)
- Ірландія  (1)
- Італія  (2)
- Японія  (2)
- Казахстан  (2)
- Литва  (3)
- Мексика  (3)
- Нова Зеландія  (1)
- Польща  (3)
- Олімпійський комітет Росії  (3)
- Південна Корея  (4)
- Туреччина  (1)
- США  (2)
- Узбекистан  (2)

## Розклад змагань
| Дата     | 5 серпня | 6 серпня | 6 серпня | 6 серпня | 6 серпня | 7 серпня | 7 серпня | 7 серпня | 7 серпня |
| -------- | -------- | -------- | -------- | -------- | -------- | -------- | -------- | -------- | -------- |
| Чоловіки | FRR      |          |          |          |          | S        | FBR      | RSJ      | LR       |
| Жінки    | FRR      | S        | FBR      | RSJ      | LR       |          |          |          |          |

FRR = круговий турнір з фехтування, S = плавання, FBR = бонусний раунд фехтування, RSJ = конкур, LR = біг зі стрільбою (порядок фінішу в цій дисципліні визначає медалістів)

## Медалісти
| Дисципліна | Золото           | Срібло                   | Бронза              |
| ---------- | ---------------- | ------------------------ | ------------------- |
| Чоловіки   | Джо Чунг (GBR)   | Ахмед Ельгенді (EGY)     | Цзюн Вун-тае (KOR)  |
| Жінки      | Кейт Френч (GBR) | Лаура Асадаускайте (LTU) | Саролта Ковач (HUN) |